# 155-я стрелковая дивизия (2-го формирования)
155-я стрелковая Станиславская Краснознамённая дивизия (155 сд) — воинское формирование Вооружённых сил СССР, принимавшее участие в Великой Отечественной войне.

## История
В действующей армии с 20 января 1942 по 1 мая 1943 и с 9 июля 1943 по 9 мая 1945.
19 января 1942 года 4-я Московская стрелковая дивизия была переименована в 155-ю стрелковую дивизию и отправлена на Калининский фронт в район г. Нелидово, войдя в состав 22-й армии.
Весной 1943 года 155 сд направили на Курскую дугу в состав 27-й армии.
Дивизии народного ополчения при формировании получали собственные боевые знамёна. Поэтому в период с января 1942 года и до середины 1943 года 155 сд воевала под боевым знаменем 4-й Московской стрелковой дивизии. К началу Прохоровского сражения дивизии и её полкам были вручены новые боевые знамёна с действительными наименованиями формирований.
Части дивизии принимали участие в форсировании Днепра, освобождали Украину.
В 1944 году за освобождение г. Станислав дивизия получила почётное наименование «Станиславской».
В Венгрии вела бои в районе озера Балатон и за овладение Будапештом.
Закончила свой боевой путь дивизия в Австрии близ города Ворау.
За успешное выполнение поставленных боевых задач по освобождению городов на Западной Украине, некоторые полки дивизии удостоились следующих почётных названий:
- 436-й стрелковый Стрыевский полк — Приказ ВГК № 0267 от 12 августа 1944 года
- 306-й артиллерийский Дрогобычский полк — Приказ ВГК № 0269 от 16 августа 1944 года

К окончанию войны, на 1 мая 1945 года, 155-я сд находилась в составе 33-го стрелкового корпуса 27-й армии 3-го Украинского фронта.

После окончания войны, на 15 июня 1945 года, 155-я сд находилась в составе 30-го стрелкового корпуса 26-й армии 3-го Украинского фронта. Расформирована летом 1945 года.

## Боевой состав
- 436-й стрелковый полк
- 659-й стрелковый полк
- 786-й стрелковый полк
- 306-й артиллерийский полк
- 320-й отдельный истребительно-противотанковый дивизион
- 123-я отдельная разведывательная рота
- 203-й отдельный сапёрный батальон
- 219-й отдельный батальон связи (572-я отдельная рота связи)
- 148-й медико-санитарный батальон
- 169-я отдельная рота химической защиты
- 241-я автотранспортная рота
- 136-я полевая хлебопекарня
- 995-й дивизионный лазарет
- 1808-я (150-я, 1602-я, 1507-я) полевая почтовая станция
- 1136-я полевая касса Государственного банка

## Подчинение
| На дату    | Фронт (округ)           | Армия                 | Корпус                             | Группа |
| ---------- | ----------------------- | --------------------- | ---------------------------------- | ------ |
| 01.02.1942 | Московская зона обороны | -                     | -                                  | -      |
| 01.03.1942 | Калининский фронт       | 22-я армия            | -                                  | -      |
| 01.04.1942 | Калининский фронт       | 22-я армия            | -                                  | -      |
| 01.05.1942 | Калининский фронт       | 22-я армия            | -                                  | -      |
| 01.06.1942 | Калининский фронт       | 22-я армия            | -                                  | -      |
| 01.07.1942 | Калининский фронт       | 22-я армия            | -                                  | -      |
| 01.08.1942 | Калининский фронт       | 22-я армия            | -                                  | -      |
| 01.09.1942 | Калининский фронт       | 22-я армия            | -                                  | -      |
| 01.10.1942 | Калининский фронт       | 22-я армия            | -                                  | -      |
| 01.11.1942 | Калининский фронт       | 22-я армия            | -                                  | -      |
| 01.12.1942 | Калининский фронт       | 22-я армия            | -                                  | -      |
| 01.01.1943 | Калининский фронт       | 22-я армия            | -                                  | -      |
| 01.02.1943 | Калининский фронт       | 22-я армия            | -                                  | -      |
| 01.03.1943 | Калининский фронт       | 22-я армия            | -                                  | -      |
| 01.04.1943 | Калининский фронт       | 39-я армия            | -                                  | -      |
| 01.05.1943 | Резерв Ставки ВГК       | 27-я армия            | -                                  | -      |
| 01.06.1943 | Степной военный округ   | 27-я армия            | -                                  | -      |
| 01.07.1943 | Воронежский фронт       | 27-я армия            | -                                  | -      |
| 01.08.1943 | Воронежский фронт       | 27-я армия            | -                                  | -      |
| 01.09.1943 | Воронежский фронт       | 27-я армия            | -                                  | -      |
| 01.10.1943 | Воронежский фронт       | 27-я армия            | -                                  | -      |
| 01.11.1943 | 1-й Украинский фронт    | 27-я армия            | -                                  | -      |
| 01.12.1943 | 1-й Украинский фронт    | -                     | -                                  | -      |
| 01.01.1944 | 1-й Украинский фронт    | 38-я армия            | 21-й стрелковый корпус             | -      |
| 01.02.1944 | 1-й Украинский фронт    | 38-я армия            | 17-й гвардейский стрелковый корпус | -      |
| 01.03.1944 | 1-й Украинский фронт    | 38-я армия            | 106-й стрелковый корпус            | -      |
| 01.04.1944 | 1-й Украинский фронт    | -                     | 74-й стрелковый корпус             | -      |
| 01.05.1944 | 1-й Украинский фронт    | 1-я гвардейская армия | 74-й стрелковый корпус             | -      |
| 01.06.1944 | 1-й Украинский фронт    | 1-я гвардейская армия | 74-й стрелковый корпус             | -      |
| 01.07.1944 | 1-й Украинский фронт    | 1-я гвардейская армия | 74-й стрелковый корпус             | -      |
| 01.08.1944 | 1-й Украинский фронт    | 1-я гвардейская армия | 74-й стрелковый корпус             | -      |
| 01.09.1944 | 4-й Украинский фронт    | 1-я гвардейская армия | 30-й стрелковый корпус             | -      |
| 01.10.1944 | 4-й Украинский фронт    | 1-я гвардейская армия | 107-й стрелковый корпус            | -      |
| 01.11.1944 | 4-й Украинский фронт    | 18-я армия            | 30-й стрелковый корпус             | -      |
| 01.11.1944 | 2-й Украинский фронт    | 7-я гвардейская армия | 30-й стрелковый корпус             | -      |
| 01.01.1945 | 2-й Украинский фронт    | 7-я гвардейская армия | 30-й стрелковый корпус             | -      |
| 01.02.1945 | 3-й Украинский фронт    | 26-я армия            | 30-й стрелковый корпус             | -      |
| 01.03.1945 | 3-й Украинский фронт    | 26-я армия            | 30-й стрелковый корпус             | -      |
| 01.04.1945 | 3-й Украинский фронт    | 26-я армия            | 30-й стрелковый корпус             | -      |
| 01.05.1945 | 3-й Украинский фронт    | 27-я армия            | 33-й стрелковый корпус             | -      |

## Награды дивизии
- 10 августа 1944 года — Почётное наименование «Станиславская» — присвоено п риказом Верховного Главнокомандующего № 152 от 27 Июня 1944 года в ознаменование одержанной победы и отличие в боях при освобождении города Станислав.
- 5 апреля 1945 года —  Орден Красного Знамени- награждена указом Президиума Верховного Совета СССР за образцовое выполнение заданий командования в боях с немецкими захватчикам при овладении городом Будапешт и проявленные при этом доблесть и мужество.[7]

Награды частей дивизии:
- 436-й стрелковый Стрыевский[8] полк
- 306-й артиллерийский Дрогобычский[9] полк
- 203-й отдельный сапёрный Бориславский[9] ордена Красной Звезды[10] батальон

## Отличившиеся воины дивизии
Герои Советского Союза:
- Крючков, Фёдор Антонович — наводчик станкового пулемёта 659-го стрелкового полка. Указ от 10 января 1944 года, посмертно.
- Карпов, Григорий Артамонович — командир пулемётного расчёта 436-го стрелкового полка. Указ от 10 января 1944 года, посмертно.
- Нурситов, Жепасбай — стрелок 436-го стрелкового полка. Указ от 10 января 1944 года.
- Сиротюк, Сергей Наумович — командир батальона 659-го стрелкового полка. Указ от 28 апреля 1945 года.

Кавалеры Ордена Славы трёх степеней:
- Барышников, Дмитрий Фёдорович, сержант, командир расчёта 45-мм пушки 436-го стрелкового полка.
- Белокуров, Василий Антонович, старшина, комсомольский организатор стрелкового батальона 436-го стрелкового полка. Погиб в бою 10 сентября 1944 года.
- Дашков, Алексей Андреевич, старшина, командир пулемётного взвода 436-го стрелкового полка.
- Зинзиков, Фёдор Васильевич, сержант, командир пулемётного взвода 436-го стрелкового полка.
- Потапьев, Валентин Фёдорович, сержант, командир миномётного расчёта 659-го стрелкового полка.

## Командиры дивизии
- полковник Гавилевский, Пётр Саввич — 19 января 1942 — 8 апреля 1942;
- полковник Блинов, Александр Павлович — 9 апреля 1942 ― 5 декабря 1942;
- полковник Капров, Илья Васильевич — 6 декабря 1942 — 7 апреля 1944);
- полковник Иванчура, Иван Маркович — 8 апреля 1944 — 19 августа 1944;
- полковник Батлук, Никифор Ефимович — 30 октября 1944 — лето 1945.